# Offensiva su Kiev
L'offensiva su Kiev (in russo Киевская наступательная операция?, Kievskaja nastupatel'naja operacija) fu una grande operazione sferrata dall'Armata Rossa nel novembre 1943 sul fronte orientale durante la seconda guerra mondiale per sbucare dalle teste di ponte conquistate sul Dnepr e occupare la capitale ucraina di Kiev. L'offensiva ottenne pieno successo grazie all'audace piano adottato dal generale Nikolaj Vatutin, comandante del 1º Fronte Ucraino, che sorprese le difese tedesche e permise alle forze corazzate sovietiche di avanzare rapidamente a nord e a nord-ovest di Kiev, sfruttando la piccola testa di ponte di Ljutež.
Le truppe tedesche del Gruppo d'armate Sud del feldmaresciallo Erich von Manstein, schierate a difesa della linea del Dnepr, furono colte impreparate e non riuscirono a contrastare la rapida avanzata dei carri armati sovietici; Kiev venne occupata il 6 novembre. Nei giorni seguenti il comando tedesco, con l'afflusso di notevoli forze mobili di riserva, riuscì a fermare l'ulteriore avanzata nemica ad ovest di Kiev ed a contrattaccare ma non riuscì a riconquistare la capitale ucraina. La vittoria di Kiev ebbe grande importanza strategica per i sovietici e permise di superare in forze la linea del Dnepr su cui i tedeschi avevano sperato di costituire il cosiddetto Ostwall (il fronte fortificato difensivo); inoltre ebbe anche importanza propagandistica evidenziando i successi dell'Armata Rossa e l'andamento della guerra ormai favorevole all'Unione Sovietica.

## La linea del Dnepr
(Commento del colonnello Friedrich von Mellenthin, capo di stato maggiore del 48° Panzerkorps, sui combattimenti sostenuti dalla 19. Panzer-Division nella testa di ponte di Bukrin)

### La lotta per le teste di ponte
Il 14 settembre 1943 il feldmaresciallo Erich von Manstein era riuscito, dopo estenuanti colloqui con Adolf Hitler al Quartier generale di Rastenburg, ad ottenere l'autorizzazione ad una ritirata generale del suo Gruppo d'armate Sud dietro il corso del Dnepr che, con la sua ampiezza e la sua riva occidentale scoscesa e dominante sulla steppa a est, si prestava all'organizzazione di una solida posizione fortificata apparentemente in grado di respingere ulteriori avanzate dell'Armata Rossa. Il feldmaresciallo aveva ripetutamente sottolineato il grave indebolimento delle sue forze dopo la durissime battaglie a Char'kov, sul Mius e nel Donbass, seguite al fallimento di Kursk. Disponendo solo di poche centinaia di mezzi corazzati, il Gruppo d'armate Sud rischiava un crollo strategico definitivo di fronte alle continue offensive sovietiche.

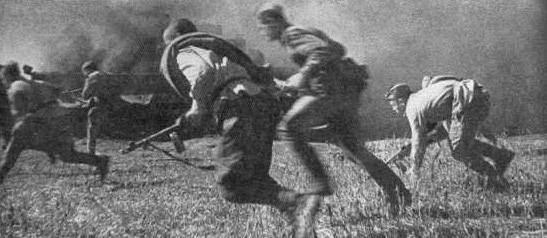
Soldati sovietici all'attacco durante l'avanzata verso il Dnepr.

Hitler acconsentì con grande riluttanza alla ritirata generale e prescrisse che la 6ª Armata passasse al comando del Gruppo d'armate A del feldmaresciallo Ewald von Kleist per sbarrare la steppa di Nogaj e coprire l'istmo di Perekop che dava accesso alla Crimea, ritenuta dal Führer di grande importanza strategica e politica. Inoltre Hitler ordinò al feldmaresciallo von Manstein di mantenere una serie di teste di ponte a est del Dnepr, a Dnepropetrovsk, Zaporož'e, Kremenčuk e Kiev, da cui eventualmente riprendere l'offensiva in caso di miglioramento della situazione generale e di indebolimento delle forze sovietiche. Ebbe quindi subito inizio la ritirata generale delle truppe del Gruppo d'armate Sud; il ripiegamento si svolse ordinatamente, enormi colonne si inoltrarono sulle primitive piste dell'est verso il Dnepr, le quattro linee ferroviarie disponibili vennero utilizzate per trasferire una parte dei reparti su treni pesantemente armati contro le minacce dei partigiani, le truppe di retroguardia effettuarono metodiche distruzioni di città, villaggi, infrastrutture, impianti industriali, centrali elettriche, ponti. Vennero stesi campi di mine e l'intero territorio abbandonato venne devastato dalle truppe tedesche per rallentare l'inseguimento ed intralciare le operazioni delle forze sovietiche. Anche la popolazione venne in buona parte deportata ad ovest del fiume per sottrarre manodopera e reclute all'Armata Rossa.
L'Armata Rossa diede subito inizio all'inseguimento del nemico in ritirata; l'alto comando sovietico comprese l'importanza di non concedere tregua ai soldati tedeschi e di premere da vicino le truppe della Wehrmacht per impedire di organizzarsi solidamente sulla riva occidentale del fiume, largo in alcuni tratti anche alcuni chilometri. Fin dal 9 settembre lo Stavka aveva diramato una direttiva speciale in cui ordinava di attraversare d'assalto i grandi fiumi ucraini e prometteva decorazioni e ricompense alle truppe che fossero riuscite ad attraversare subito il Dnepr e costituire teste di ponte. Quindi i soldati sovietici seguirono subito dietro le colonne tedesche in ripiegamento, e i comandanti dei vari fronti sollecitarono alla massima velocità per raggiungere al più presto il Dnepr; la 4ª Panzerarmee del generale Hermann Hoth rischiò di essere intercettata a est del fiume ma riuscì alla fine ad attraversare in salvo sui ponti di Kiev e Čerkasy, pressata da vicino dai reparti sovietici.

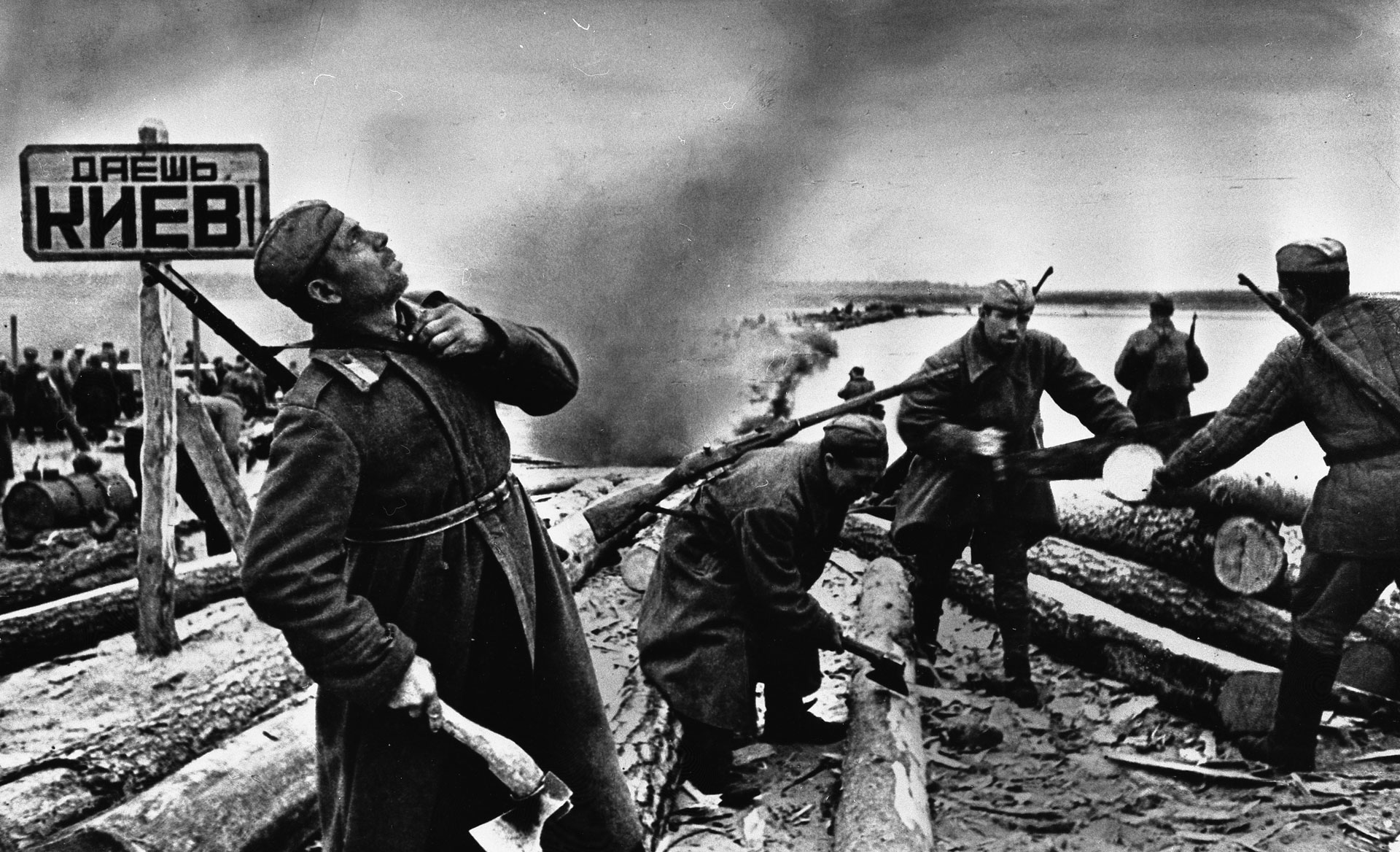
Soldati sovietici nei pressi di Kiev si preparano ad oltrepassare il fiume Dnepr (il cartello con la scritta in caratteri cirillici recita: "A Kiev!").

Le armate sovietiche avanzarono velocemente in direzione del Dnepr, che venne raggiunto per primo il 21 settembre a sud delle paludi del Pripjat dalla 60ª Armata del generale Ivan Černjachovskij, appartenente al Fronte Centrale del generale Konstantin Rokossovskij. Nei giorni seguenti anche i reparti di avanguardia del Fronte di Voronež del generale Nikolaj Vatutin, del Fronte della Steppa del generale Ivan Konev e del Fronte sud-ovest del generale Rodion Malinovskij arrivarono in successione al fiume e piccoli reparti d'assalto iniziarono gli attraversamenti con mezzi di fortuna che, pur effettuati con scarso sostegno logistico e rafforzati con grande difficoltà, permisero di cogliere impreparate le difese tedesche e di conquistare preziose posizioni tattiche sulla riva occidentale. Il 22 settembre la brigata di testa della 3ª Armata corazzata della Guardia del generale Pavel Rybalko (la 56ª Brigata corazzata della Guardia) attraversò a nord di Kanev, nella zona della cittadina di Bukrin; il 25 settembre il fronte del generale Konev superò il fiume a sud-ovest di Kremenčuk; il 26 settembre piccoli reparti del fronte del generale Malinovskij passarono il fiume a sud di Dnepropetrovsk. Entro una settimana, per mezzo di piccole imbarcazioni, di chiatte o di precari ponti di legno, i soldati sovietici costituirono ventitré teste di ponte lungo il Dnepr, alcune estese per poche centinaia di metri, altre per diversi chilometri.
Lo Stavka diramò subito precise direttive per sfruttare la situazione e ampliare le teste di ponte, dando inizio alla "prima battaglia del Dnepr": durante l'ultima settimana di settembre e l'intero mese di ottobre continuarono gli attacchi dei fronti sovietici schierati nel settore meridionale (ridenominati dall'alto comando sovietico 1°, 2° 3° e 4° Fronte Ucraino) in tutte le aree difese dal Gruppo d'armate Sud e dal Gruppo d'armate A. Il generale Konev attaccò dalla sua testa di ponte a sud di Kremenčuk e fece notevoli progressi anche se il primo tentativo di conquistare Kryvyj Rih venne respinto il 25 ottobre dalle riserve corazzate tedesche del 40º Panzerkorps. Più a sud il generale Malinovskij riuscì, dopo essere stato sollecitato bruscamente da Stalin in persona ad ottenere risultati concreti, a liberare Zaporož'e il 13 ottobre e Dnepropetrovsk il 25 ottobre, dove riuscì ad impedire in parte la distruzione da parte tedesca della diga sul fiume e degli impianti elettrici. Ancora più a sud il generale Tolbuchin infranse la linea difensiva della Moločnaja e raggiunse il basso corso del Dnepr, anche se non riuscì a distruggere l'ampia testa di ponte di Nikopol', tenacemente difesa dalle truppe tedesche.
Terminò invece con un fallimento il grande attacco pianificato dal generale Vatutin a partire dalla testa di ponte di Bukrin per aggirare e liberare Kiev da sud. Un importante lancio di paracadutisti sovietici alla fine di settembre si concluse con un disastro e con la disgregazione della maggior parte dei reparti aviolanciati, mentre i due attacchi in forze, sferrati nel mese di ottobre dalla 3ª Armata corazzata della Guardia e dalla 40ª e 27ª Armata, vennero respinti dall'intervento delle divisioni corazzate del 24º Panzerkorps del generale Walther Nehring e del 48º Panzerkorps del generale Otto von Knobelsdorff (19. Panzer-Division, 3. Panzer-Division e 7. Panzer-Division), che impedirono l'allargamento della testa di ponte e inflissero dure perdite agli attaccanti.

### Un nuovo piano

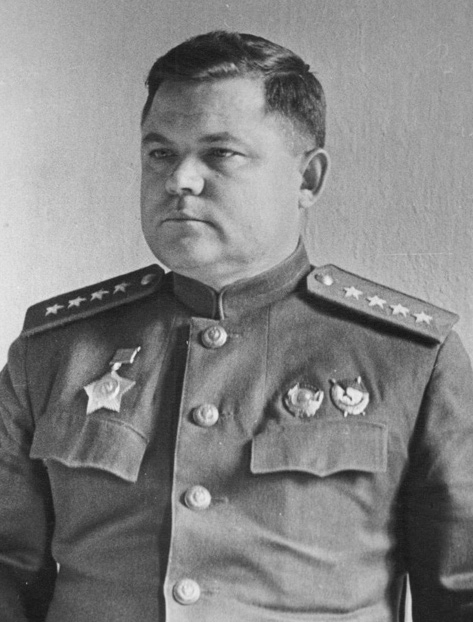
Il generale Nikolaj Vatutin, comandante del 1º Fronte ucraino e liberatore di Kiev.

La notte del 27 settembre un piccolo distaccamento di 22 soldati al comando del sergente Nefedov, appartenenti alla 240ª Divisione fucilieri della 38ª Armata, riuscì ad attraversare di sorpresa il Dnepr, largo in quel tratto 600-700 metri, nei pressi della cittadina di Ljutež, a nord di Kiev; entro il 30 settembre la 240ª Divisione fucilieri riuscì a rafforzare questa precaria posizione ed a traghettare due reggimenti con artiglieria campale sulla riva occidentale. In questo modo la 38ª Armata del 1° Fronte Ucraino costituì un'importante testa di ponte a monte di Kiev, in collegamento con la 60ª Armata, superando le difese delle due divisioni di fanteria del 13º Corpo d'armata tedesco del generale Hauff, appartenente al fianco sinistro della 4ª Panzerarmee del generale Hoth. Il generale Vatutin, comandante del 1° Fronte Ucraino, intervenne subito per sfruttare la situazione e inviò con la massima urgenza il 5º Corpo carri della Guardia del generale Andrej Grigorevič Kravčenko verso Ljutež. Il corpo corazzato sovietico riuscì ad effettuare un rapido spostamento e, dopo aver completato con successo un rischioso passaggio della Desna facendo marciare i carri armati sul fondo del fiume parzialmente sommersi, raggiunse il 5 ottobre la testa di ponte dove, con chiatte di fortuna, trasportò 60 mezzi corazzati sulla riva occidentale. Il 5º Corpo carri della Guardia riuscì quindi a rinforzare in tempo la 240ª Divisione fucilieri e contribuì a respingere i tentativi del 13º Corpo d'armata tedesco di ributtare i sovietici oltre il fiume.
Il consolidamento della testa di ponte a nord di Kiev permise al generale Vatutin di modificare il suo piano per liberare la capitale ucraina; dopo i ripetuti fallimenti a Bukrin, il generale presentò fin dal 18 ottobre le sue nuove proposte allo Stavka, evidenziando i successi raggiunti dalla 38ª Armata a Ljutež e la possibilità di sviluppare un attacco su Kiev da nord-est in collaborazione con la 60ª Armata del generale Černjachovskij. Il generale Vatutin richiese importanti rinforzi per mettere in atto il nuovo progetto e il 24 ottobre lo Stavka comunicò il suo consenso e decise un massiccio rafforzamento della testa di ponte. Il nuovo piano prevedeva un attacco diversivo il 1º novembre da Bukrin con la 27ª e la 40ª Armata ed un attacco principale da Ljutež con la 38ª Armata, la 60ª Armata, il 5º Corpo carri della Guardia, rafforzati con l'arrivo da sud della 3ª Armata corazzata della Guardia, del 1º Corpo di cavalleria della Guardia e del 7º Corpo di artiglieria di sfondamento. La 2ª Armata aerea del generale Krassovskij avrebbe appoggiato l'offensiva.
Il primo compito del generale Vatutin consisteva nel trasferire rapidamente ed in segreto a nord le forze corazzate ammassate a Bukrin e raggrupparle nella testa di ponte di Ljutež. Con un tempo piovoso il generale Rybalko, al cui quartier generale era arrivato il maresciallo Georgij Žukov per chiarire la sua missione, organizzò con abilità il trasferimento della sua armata corazzata: i carri armati prima passarono, a partire dalla notte del 25 ottobre, sulla sponda orientale del Dnepr e quindi dal 28 ottobre si diressero verso nord lungo quattro strade di traffico; 400 carri armati, 3 500 veicoli, 500 trattori e 300 cannoni marciarono per 150 chilometri verso Ljutež. Per mantenere il segreto il quartier generale e le stazioni radio della 3ª Armata corazzata della Guardia rimasero fino all'ultimo a Bukrin, insieme a numerosi carri armati fittizi schierati per ingannare le ricognizioni tedesche. Nel frattempo i carri armati del generale Rybalko avanzarono verso nord, superarono la Desna ed il 30 ottobre la 91ª Brigata corazzata del colonnello Ivan Jakubovskij attraversò per prima il Dnepr e arrivò sulla riva occidentale; entro le ore 08.00 del 2 novembre tutta l'armata e gli altri reparti di rinforzo riuscirono, nonostante gravi difficoltà logistiche e gli attacchi aerei tedeschi sui ponti sul Dnepr, ad attraversare il fiume ed a raggiungere la testa di ponte di Ljutež, pronti a prendere parte alla nuova offensiva verso Kiev.

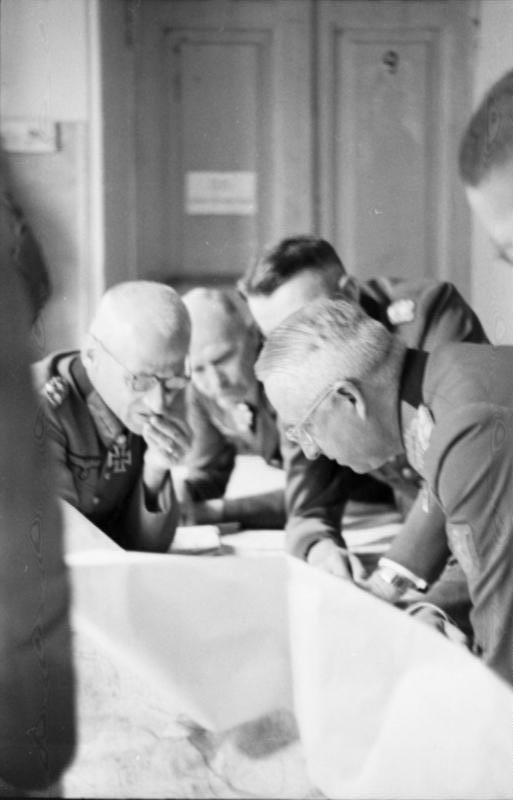
Il generale Hermann Hoth e il feldmaresciallo Erich von Manstein studiano la carta della situazione.

Tre giorni prima dell'inizio previsto dell'offensiva il generale Vatutin si trasferì con il suo stato maggiore all'interno della testa di ponte di Ljutež e il 1º novembre, alla vigilia dell'offensiva principale, durante il consiglio di guerra nel villaggio di Novo Petrovskij, il generale discusse gli ultimi dettagli operativi con i generali Rybalko e Moskalenko e con numerosi alti ufficiali in sottordine; nell'occasione il comandante del 1° Fronte Ucraino venne fortemente motivato dal responsabile politico per l'Ucraina del Partito comunista, Nikita Chruščёv, e sollecitato a liberare a tutti i costi Kiev entro l'anniversario della Rivoluzione, il 7 novembre. Il generale Vatutin era deciso ad ottenere la vittoria e contava di schiacciare le difese tedesche con la potenza delle sue forze concentrate a sorpresa nello spazio ristretto della testa di ponte. Un'ultima direttiva dello Stavka indirizzata al comandante del 1° Fronte Ucraino sottolineò la necessità di fare presto e di sferrare un attacco in velocità per evitare i rischi di un rafforzamento delle difese tedesche visto che il nemico disponeva di buone strade di collegamento nelle retrovie del fronte a differenza dei sovietici. Il generale Vatutin era pienamente consapevole dell'importanza di ottenere un rapido sfondamento e di liberare d'assalto la capitale ucraina entro pochi giorni.
Hitler e l'OKH avevano deciso alla metà di ottobre di trasferire una serie di divisioni corazzate di riserva dall'ovest e dall'Italia per rafforzare il fronte orientale ma il Führer, ritenendo di primaria importanza difendere soprattutto l'ansa del Dnepr per mantenere il possesso delle importanti regioni minerarie di Kryvyj Rih e Nikopol', ed anche per salvaguardare gli accessi alla Crimea, decise di raggruppare queste preziose forze di riserva sul basso corso del fiume, lontane dalla regione di Kiev. La stessa 1. Panzer-Division, proveniente dalla Grecia e completamente riorganizzata, era stata schierata alla fine di ottobre nell'area di Kirovograd dove era impegnata a fornire ai suoi soldati, ancora con uniformi tropicali, l'equipaggiamento invernale.
Il servizio informazioni tedesco venne colto di sorpresa dal nuovo progetto offensivo sovietico e soprattutto dalla rapidità del rischieramento delle riserve corazzate del 1° Fronte Ucraino; la 4ª Panzerarmee del generale Hoth individuò il movimento del generale Rybalko fuori dalla testa di ponte di Bukrin, e l'ultimo rapporto del 3 novembre segnalò la sua probabile presenza nell'area di Ljutež, ma ritenne che i carri armati della 3ª Armata corazzata della Guardia fossero ancora sulla riva orientale del Dnepr e quindi considerò che avessero bisogno di almeno quattro giorni di tempo per attraversare il fiume. Il movimento pianificato dal generale Vatutin aveva quindi avuto successo e il 1° Fronte Ucraino, le cui forze erano già concentrate e pronte ad attaccare sulla riva occidentale, poté sferrare la sua offensiva principale quello stesso 3 novembre cogliendo impreparati i comandi tedeschi.

## Attacco su Kiev

### Offensiva a sorpresa
Il 1º novembre la 40ª Armata del generale F. F. Žmačenko e la 27ª Armata del generale S. G. Trofimenko, supportati da due corpi mobili, iniziarono l'attacco di diversione nella testa di ponte di Bukrin a sud di Kiev, difesa dal 24º Panzerkorps tedesco; le forze sovietiche misero in difficoltà le difese ed il comando tedesco fu costretto ad inviare di rinforzo reparti della 2. SS-Panzer-Division "Das Reich" e due divisioni di fanteria, indebolendo le sue riserve operative. Il mattino del 3 novembre 1943 il potente bombardamento di circa 2 000 cannoni e 500 lanciarazzi katjuša diede inizio all'offensiva principale del generale Vatutin e colpi pesantemente le linee del 13º e del 7º Corpo d'armata che difendevano la testa di ponte di Ljutež con tre divisioni fanteria (88ª, 68ª e 208ª Divisione fanteria), mentre la città di Kiev era presidiata dalla 88ª Divisione fanteria. L'attacco della 38ª Armata del generale Kirill Moskalenko, della 60ª Armata del generale Ivan Černjachovskij e del 5º Corpo carri della Guardia del generale Andrej Kravčenko ottenne subito risultati decisivi e, dopo aver superato le prime linee nemiche che, devastate dal fuoco d'artiglieria, si erano disgregate, i carri armati e i fucilieri sovietici penetrarono per sette chilometri su un fronte di dieci chilometri di ampiezza. L'intervento nel corso della giornata delle riserve mobili del generale Hoth, prima la 20ª Panzergrenadier-Division e quindi l'8. Panzer-Division, non ottenne risultati; le forze tedesche, che dovettero entrare in combattimento in modo improvvisato, sferrarono una serie di contrattacchi e riuscirono a rallentare l'avanzata nemica ma non poterono chiudere il varco nelle linee a nord di Kiev.

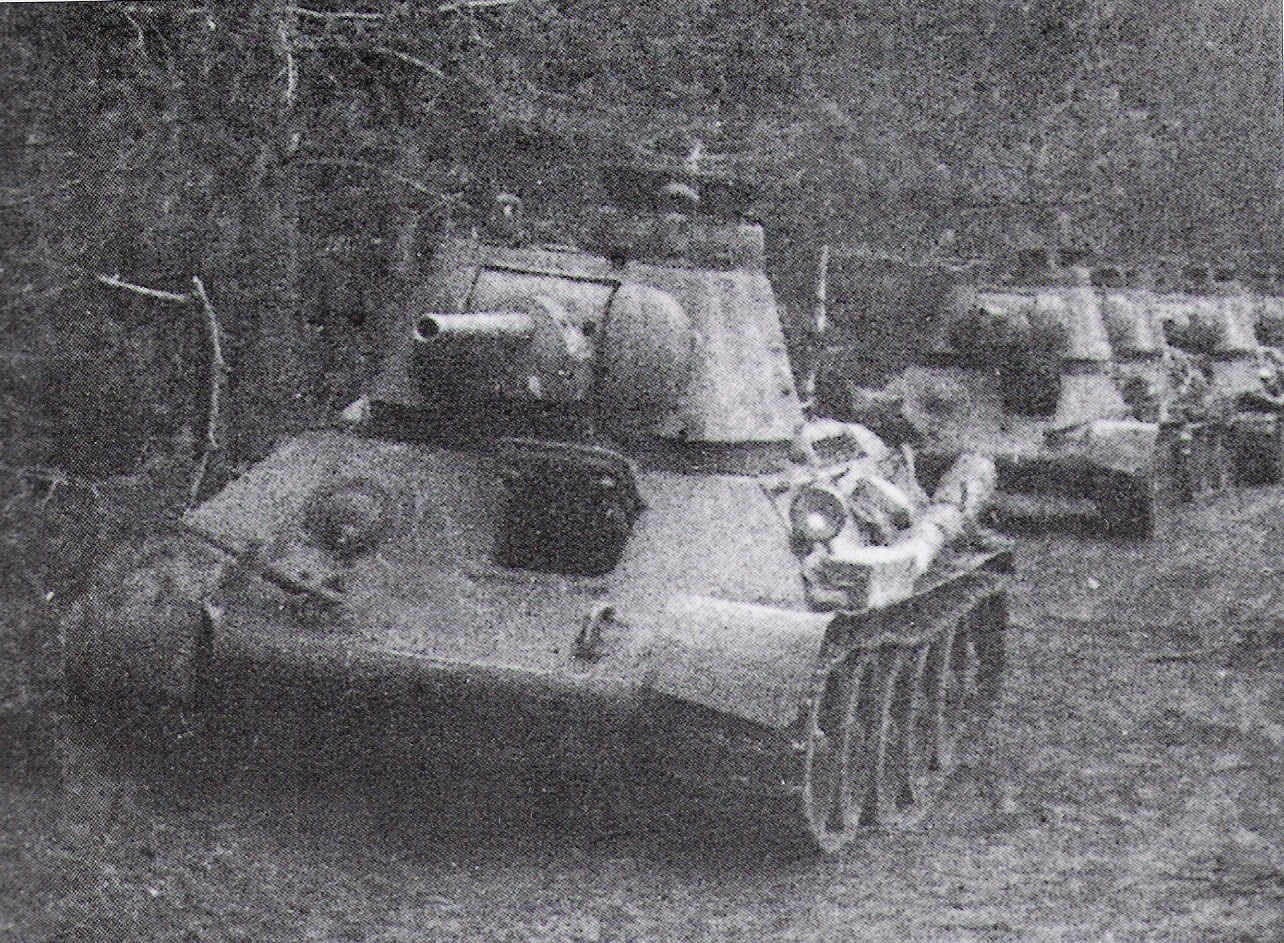
I carri armati della 3ª Armata corazzata della Guardia avanzano durante l'offensiva di Kiev.

Il pomeriggio del 4 novembre entrò in azione la massa dei mezzi corazzati del generale Vatutin; la 3ª Armata corazzata della Guardia del generale Pavel Rybalko (con circa 400 carri) e il 1º Corpo di cavalleria della Guardia del generale Baranov attraversarono le linee dei fucilieri sovietici e avanzarono in profondità su un terreno melmoso per la costante pioggia; il generale Rybalko impiegò i suoi carri armati in formazioni compatte impiegando i dispositivi acustici e i fari per sconcertare e intimorire le truppe tedesche, ed ordinò in particolare al 6º Corpo carri della Guardia, che si era momentaneamente fermato, di riprendere ad avanzare e continuare ad oltranza durante nella notte, preceduto dall'avanguardia della 53ª Brigata corazzata della Guardia del colonnello Vasilij Archipov. Contemporaneamente, mentre il generale Cerniakovskij marciava verso ovest sul fianco destro dello schieramento sovietico, la 38ª Armata del generale Moskalenko ed il 5º Corpo carri della Guardia del generale Kravčenko diressero subito a sud e sud-est per aggirare Kiev ed attaccarla: il mattino del 5 novembre i primi reparti di queste formazioni raggiunsero la periferia della grande città dove era asserragliata la 88ª Divisione fanteria tedesca ed altri elementi del 7º Corpo d'armata.
Durante la notte del 4 novembre era continuata l'avanzata, alla luce dei fari dei carri armati, delle formazioni corazzate della 3ª Armata corazzata della Guardia, accompagnati dai fucilieri della 136ª e 167ª Divisione; il generale Rybalko guidò con grande energia la marcia dei suoi carri che, grazie alla loro potenza di fuoco, superarono la resistenza e raggiunsero il fiume Irpen'. In questa zona il generale Hoth impegnò le sue ultime riserve per cercare di respingere gli attaccanti: la 7. Panzer-Division al comando del generale Hasso von Manteuffel venne trasferita d'urgenza dall'area di Bukrin e, sostenuta dai panzergranatieri della 20ª Panzergrenadier-Division del generale Jauer, sferrò una serie di violenti contrattacchi e parve in un primo momento ottenere qualche successo. In realtà il gruppo corazzato del colonnello Adelbert Schulz della 7. Panzer-Division non riuscì ad impedire che i carri armati del 6º Corpo carri della Guardia e del 7º Corpo carri della Guardia raggiungessero durante la notte un punto a otto chilometri a ovest di Kiev ed attraversassero il passaggio del fiume Irpen'. Al mattino del 5 novembre le colonne del 7º Corpo carri della Guardia e del 9º Corpo meccanizzato, con il reparto di avanguardia della 91ª Brigata corazzata del colonnello Ivan Jakubovskij, occuparono il villaggio di Svyatošino ed intercettarono l'importantissima strada maestra Kiev-Žitomir. I reparti corazzati della 7. Panzer-Division dovettero ripiegare, nonostante l'intervento di un kampfgruppe della 2. SS-Panzer-Division "Das Reich", ancora verso sud, mentre i granatieri vennero respinti a nord di Kiev.
Il generale Hoth, ormai privo di riserve immediatamente disponibili, non poté disimpegnare, nonostante le richieste di aiuto del 7º Corpo d'armata, la 88ª Divisione fanteria del generale Roth che stava per essere accerchiata dentro la città e ordinò nella notte del 5 novembre la ritirata delle sue forze mobili (7. Panzer-Division, 8. Panzer-Division, 20ª Panzergrenadier-Division e parte della 2. SS "Das Reich") verso sud-ovest per cercare di coprire gli importanti nodi di comunicazione di Fastov, Berdičev e Kazatin da cui dipendevano le vie di rifornimento dell'intero Gruppo d'armate Sud, abbandonando le difese della capitale ucraina ormai investita da nord e da ovest dalle forze della 38ª Armata sovietica.
Nel frattempo il generale Rybalko continuava a spingere in avanti i suoi reparti per sfruttare la situazione e raggiungere i centri di comunicazione più importanti nelle retrovie che assicuravano i collegamenti del Gruppo d'armate Sud. Dopo aver incontrato la resistenza della 10ª Panzergrenadier-Division, i carri armati sovietici raggrupparono le forze ed avanzarono in profondità; il 7 novembre la 91ª Brigata corazzata del colonnello Ivan Jakubovskij e la 55ª Brigata corazzata della Guardia (7º Corpo carri della Guardia) del colonnello David Dragunski occuparono di sorpresa il nodo ferroviario di Fastov. I due battaglioni territoriali e il reparto d'emergenza tedeschi adibiti alla difesa della città vennero travolti, il materiale rotabile, tra cui 45 locomotive, venne catturato o distrutto dalle formazioni corazzate sovietiche.

### Liberazione di Kiev
(Telegramma inviato alle ore 05.00 del 6 novembre 1943 dal comando del 1° Fronte Ucraino del generale Vatutin al Comando supremo di Mosca)
Mentre i carri armati del generale Rybalko avanzavano verso sud-ovest per intercettare le linee di comunicazione del Gruppo d'armate Sud e la 60ª Armata del generale Černjakovskij marciava a ovest, era in corso la battaglia per Kiev; il comando tedesco era ormai rassegnato a cedere la città e per evitare un accerchiamento iniziò a ritirare una parte delle truppe del 7º Corpo d'armata ed a distruggere sistematicamente edifici e impianti industriali. Nella notte del 5 novembre arrivarono a nord di Kiev i primi reparti sovietici della 38ª Armata del generale Moskalenko; furono il 50º ed il 51º Corpo di fucilieri che assaltarono la città sostenuti dai mezzi corazzati del 5º Corpo carri della Guardia del generale Kravčenko.
La periferia settentrionale della città venne raggiunta per prima nella notte dalla 180ª Divisione fucilieri che si era impadronita in precedenza dei sobborghi di Priorka e Kurenëvka; nel buio si accesero violenti scontri con la guarnigione tedesca dell'88ª Divisione fanteria ed i combattimenti proseguirono, illuminati dalle esplosioni, a distanza ravvicinata. I soldati sovietici avanzarono lentamente verso il centro ed a mezzanotte il 21º reggimento di fucilieri raggiunse la centrale via Kirov e quindi proseguì ancora verso Chreščatyk, il viale principale di Kiev. I fucilieri del 1º e del 3º battaglione del 21º reggimento rastrellarono tutto il viale e riuscirono ad occupare i grandi edifici del Consiglio dei Commissari del Popolo della Repubblica Ucraina, della sede del Partito Comunista Ucraino e della Biblioteca Lenin.
Contemporaneamente entrarono in città da ovest i carri armati del 5º Corpo carri della Guardia del generale Kravčenko, percorsero Chreščatyk e si congiunsero con i fucilieri della 180ª Divisione; un ruolo importante nella liberazione di Kiev ebbero anche i soldati della 1ª Brigata indipendente cecoslovacca, al comando del colonnello Ludvík Svoboda, che diedero prova di combattività e occuparono la sera del 5 novembre, dopo duri scontri, la stazione ferroviaria e quindi raggiunsero le rive del Dnepr. Alle ore 04:00 del 6 novembre le truppe della 38ª Armata completarono il rastrellamento di Kiev e distrussero gli ultimi reparti della 88ª Divisione fanteria tedesca rimasti bloccati dentro la città; il generale Roth, comandante della divisione, venne ucciso negli scontri.
Il 6 novembre Mosca annunciò ufficialmente al mondo con un comunicato speciale l'avvenuta liberazione di Kiev e vennero sparate le salve dei cannoni in segno di saluto come era ormai tradizione per ogni vittoria sovietica secondo il rituale codificato da Stalin a partire dalla liberazione di Belgorod e Orël il 3 agosto 1943. In riconoscimento del valore dimostrato e dei risultati raggiunti numerosi reparti che si erano distinti nei combattimenti ricevettero la denominazione onorifica di "unità di Kiev" e vennero assegnate decorazioni ai soldati meritevoli, tra cui molti combattenti della 1ª Brigata indipendente cecoslovacca.
La grande città ucraina usciva devastata dai due anni e due mesi di occupazione tedesca; la popolazione cittadina era scesa da 900 000 persone a 180 000, oltre 195 000 cittadini erano stati uccisi ed altri 100 000 erano stati deportati all'ovest per il lavoro coatto nelle fabbriche del Reich. Prima della ritirata le truppe tedesche incendiarono i resti della città, fecero saltare tutti i ponti, le principali chiese e monumenti, distrussero la rete idrica, 140 scuole, 940 edifici statali, 800 insediamenti industriali. Vennero asportati e trasferiti in Germania attrezzature e macchinari delle fabbriche, tram, filobus, oggetti preziosi, le campane delle chiese. Infine i tedeschi incendiarono il conservatorio, l'università, la biblioteca, la centrale elettrica, l'edificio dell'Accademia delle scienze ucraina. I soldati sovietici, appena entrati in città, dovettero impegnarsi subito per fornire energia elettrica ed acqua e per l'approvvigionamento alimentare della popolazione, oltre a provvedere a rimuovere le numerose mine disseminate dalle truppe nemiche prima di ritirarsi.

## Sviluppi strategici

### Controffensiva del feldmaresciallo von Manstein
Il 7 novembre, mentre le colonne corazzate del generale Rybalko occupavano Fastov, il feldmaresciallo von Manstein arrivò al Quartier generale di Rastenburg per un colloquio chiarificatore con Hitler, il Führer si mostrò molto contrariato per la caduta di Kiev e destituì subito il generale Hermann Hoth, ritenuto ormai troppo stanco e sfiduciato dopo tanti mesi di dure campagne, assegnando il comando della 4ª Panzerarmee al generale Erhard Raus. Inoltre il feldmaresciallo non riuscì ad ottenere tutte le riserve corazzate in fase di raggruppamento nelle retrovie del fronte del Dnepr, provenienti da ovest. Hitler ritenne importante lasciare il 40º Panzerkorps con due Panzer-Division nella zona dell'ansa del Dnepr e assegnò a von Manstein solo il 48º Panzerkorps, passato al comando del generale Hermann Balck, con tre divisioni corazzate fresche per contrattaccare nella regione di Kiev.

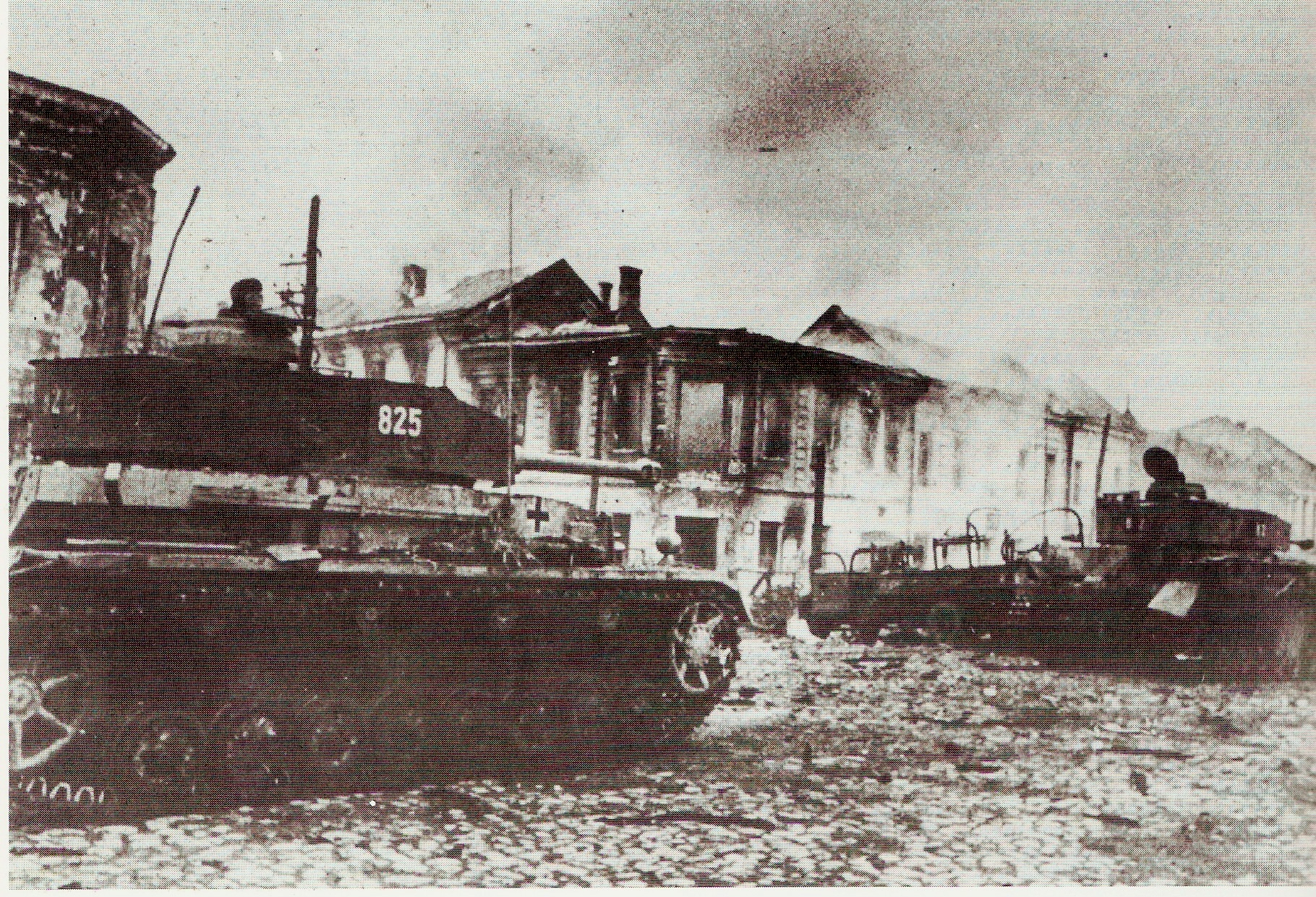
Panzer IV tedeschi durante i duri scontri a Žitomir.

Dopo alcuni attacchi iniziali poco efficaci, il generale Balck riuscì a finalmente a concentrare le sei Panzer-Division assegnate al 48º Panzerkorps dal feldmaresciallo von Manstein (tre unità già in parte indebolite e le tre unità appena arrivate dall'ovest) ed a sferrare il contrattacco sul fianco sinistro del cuneo sovietico che aveva raggiunto Žitomir il 12 novembre; mentre la 1. SS-Panzer-Division Leibstandarte SS Adolf Hitler, e la 1. Panzer Division, appena arrivate ed a pieno organico, interrompevano la strada maestra, la 7. Panzer Division del generale Manteuffel attaccò da sud Žitomir e riuscì a riconquistare la città dopo violenti scontri il 19 novembre.
Nelle settimane seguenti il feldmaresciallo von Manstein cercò di sfruttare il successo per marciare verso est in direzione di Kiev; nonostante un peggioramento del tempo con alternanza di neve e fango, le divisioni corazzate del 48º Panzerkorps del generale Balck ottennero ancora alcuni risultati, misero in difficoltà la 60ª Armata del generale Černjachovskij che riperse Korosten' e tentarono di accerchiare la 3ª Armata corazzata della Guardia del generale Rybalko. Ma questi tentativi fallirono, i sovietici persero terreno, ma riuscirono a rallentare e poi fermare la marcia delle divisioni tedesche. Entro il 20 dicembre il feldmaresciallo von Manstein dovette interrompere la controffensiva a causa dell'esaurimento delle sue forze, dell'impraticabilità del terreno e del rafforzamento delle difese nemiche.
Kiev ed un'ampia testa di ponte strategica a ovest del Dnepr rimasero quindi in possesso del 1° Fronte Ucraino del generale Vatutin. Stalin e lo Stavka, allarmati dalla situazione, fin dai primi giorni di dicembre avevano inviato sul posto il maresciallo Georgij Žukov per coordinare le operazioni nell'area di Kiev e pianificare insieme con il generale Vatutin i nuovi progetti offensivi per sfruttare le favorevoli posizioni raggiunte. A questo scopo entro il mese di dicembre ingenti rinforzi arrivarono al 1° Fronte Ucraino: oltre a numerosi reparti di artiglieria, affluirono la 1ª Armata della Guardia, la 18ª Armata, la 1ª Armata corazzata del generale Michail Katukov e due corpi mobili. Mentre le prime linee bloccavano la controffensiva tedesca, il generale Vatutin e il maresciallo Žukov raggrupparono le loro forze e studiarono nuovi piani per l'offensiva generale invernale che sarebbe iniziata già il 24 dicembre 1943.

### L'offensiva sovietica invernale

Medaglia commemorativa per il 50º anniversario della liberazione di Kiev.

L'offensiva invernale sovietica del 1943-1944 ebbe inizio dall'ampia testa di ponte conquistata ad ovest di Kiev e si estese progressivamente a tutto il settore meridionale del fronte orientale. L'avanzata sovietica proseguì fino al mese di aprile 1944 e fu caratterizzata da una serie di aspre battaglie che terminò con pesanti perdite da entrambe le parti. L'Armata Rossa ottenne una nuova serie di importanti vittorie; nonostante l'abilità tattica dimostrata dalla Wehrmacht ed il continuo impiego delle forze corazzate, i tedeschi cedettero progressivamente terreno e dovettero abbandonare tutta l'Ucraina occidentale e ripiegare fino ai confine della Polonia e della Romania.
La liberazione di Kiev, la più grande città dell'Unione Sovietica occupata dall'esercito tedesco, venne raggiunta il giorno prima dell'anniversario della Rivoluzione d'ottobre e contribuì a rendere particolarmente festosa la ricorrenza a Mosca; Stalin, dopo aver rievocato gli eventi principali del 1943, parlò per la prima volta di "anno della grande svolta", korennoj perelom, elogiò i suoi soldati e fu anche molto cordiale con gli Alleati occidentali di cui riconobbe l'importante contributo con la campagna del Mediterraneo. Dopo poche settimane i "Tre Grandi" si sarebbero incontrati per la prima volta a Teheran in una conferenza plenaria in cui sarebbero stati poste le basi della successiva collaborazione militare e politica delle potenze della "Grande Alleanza".